# Parque nacional de Chambi
El Parque nacional de Chambi (a veces Parque nacional de Djebel Chambi) es un parque nacional en la gobernación de Kasserine en Túnez. Protege la flora y la fauna que rodean el monte Chambi ( Djebel Chambi ), el pico montañoso más alto de Túnez, con 1.544 m.

## Características
El parque forma parte de la gobernación de Kasserine, que va desde Kasserine (18 km al oeste de la ciudad) hasta la frontera con Argelia. No tiene ríos o arroyos permanentes, aun así hay unas 262 especies vegetales que varían según la altitud. Entre ellas figuran el pino de Alepo (entre 900 y 110 m) la rosácea Cotoneaster, la cornicabra, el tulipán silvestre, la sabina negral, la jara, la Globularia, la encina carrasca etc.
Entre la fauna hay 24 especies de mamíferos, entre los que destaca la gacela de Cuvier, animal emblemático del parque, razón por la que se creó y uno de sus últimos refugios, y el arruí o muflón del Atlas, de los que puede haber más de 500 ejemplares. También es el hogar de las ovejas de Berbería, vulnerables. Entre las aves figuran el piquituerto, el alimoche, el águila perdicera, la perdiz moruna, el piquituerto de los pinos, el alimoche común o buitre egipcio, el gavilán común, el águila azor perdicera y el halcón peregrino).
En 1970, se estableció una reserva cercada de 300 hectáreas para proteger la gacela de Cuvier. En 1977, el parque y sus alrededores fueron designados reserva de la biosfera por la UNESCO, con 437 km2. Se estableció como parque nacional en 1980, con 67,23 km2, que es la zona núcleo de la reserva de la biosfera.